# Odorrana nasica
Espèce
Synonymes
- Rana nasica Boulenger, 1903
- Huia nasica (Boulenger, 1903)

Statut de conservation UICN

 LC  : Préoccupation mineure
Odorrana nasica est une espèce d'amphibiens de la famille des Ranidae.

## Répartition
Cette espèce se rencontre, :
- au centre-Est du Laos ;
- dans l'ouest de la Thaïlande ;
- dans le centre du Viêt Nam.

Sa présence est incertaine en Birmanie.

## Taxinomie
En République populaire de Chine, dans le Yunnan et le Guangxi, ainsi que dans le nord du Viêt Nam, des spécimens d'Amolops mengyangensis ont été attribués par erreur à Odorrana nasica, comme l'a démontré Ohler en 2007.

## Publication originale
- Boulenger, 1903 : Descriptions of three new batrachians from Tonkin. Annals and Magazine of Natural History, sér. 7, vol. 12, p. 186-188 (texte intégral).